# Play (banda)
Play foi um  girl group sueco de música pop formado em 2000.

## História

### 2001–02: Formação eUs Against the World
Play foi formada como um resultado de uma busca de talentos liderada por Laila Bagge, uma artista e dona de um estúdio de dança. Sua original line-up para Play consistia em quatro garotas: Anna Sundstrand e Anaïs Lameche, de 11 e 13 anos, respectivamente, descobertas no seu estúdio de dança, e a irmã mais nova da artista, Amanda Lameche. As outras duas garotas de 13 anos, Faye Hamlin e Rosie Munter, foram selecionadas no processo de audição.
Play foi lançada na Suécia e nos Estados Unidos em 2001 e 2002, respectivamente. O primeiro single e videoclipe da banda foi "Us Against the World", lançado em setembro de 2001. O primeiro álbum de estúdio, Us Against the World, foi lançado em 12 de dezembro de 2001 na Suécia. Nos Estados Unidos, o álbum recebeu o nome de Play e foi lançado em 25 de junho de 2002. O segundo single da banda, "Cinderella", foi lançado em 2002. Play alcançou a 85ª posição na Billboard 200 e recebeu o certificado de ouro em 24 março de 2003 por 500,000 cópias vendidas.
Nos meses seguintes após a estreia, a banda realizou uma série de apresentações nos Estados Unidos, muitas das quais associadas a marca de roupas para garotas Limited Too. A música  "M.A.S.T.E.R. part 2", que tem a participação de Lil' Fizz da B2K, esteve presente na trilha sonora do filme de 2002 The Master of Disguise. Além disso, o hit "Us Against the World" esteve presente no filme Holiday in the Sun e também na trilha sonora da série Lizzie McGuire. No final do ano, elas também se apresentaram no Macy's Thanksgiving Day Parade e cantaram "I'm Gonna Make You Love Me", que foi gravada com Chris Trousdale, da Dream Street.

### 2003–04:Replaye segunda formação
Em 2003, Play retornou ao estúdio para começar a gravar o segundo álbum de estúdio, Replay. Porém, antes do seu lançamento, um DVD intitulado Playin' Around foi lançado, contando com uma série de videoclipes da banda, um segmento especial de "Making of", partes de um concerto ao vivo e clipes dos membros da Play gravando e se preparando para o álbum seguinte. Após uma série de aparições para divulgar o novo álbum, incluindo uma participação no programa de talk show Live with Regis and Kelly, Replay foi lançado em 10 de junho de 2003. O álbum estreiou na 67ª posição e ficou no top 200 álbuns por sete semanas.
O primeiro single do álbum foi "I Must Not Chase the Boys" e o videoclipe foi ao ar no programa TRL da MTV, onde ficou no top 10 dos vídeos mais pedidos. Ele também foi destaque no programa de rádio de Carson Daly como uma das suas escolhas da semana. Também fizeram diversas aparições em especais de televisão da Nickelodeon como convidadas. Mais tarde, o grupo lançou os singles "Just a Little" and "Whole Again".
Em outubro de 2003, a principal vocalista da Play, Faye Hamlin, com 16 anos, decidiu deixar a banda para se focar nos estudos. Ela continuou a fazer aparições com a Play até dezembro de 2003, aparecendo até mesmo no videoclipe "It's a Hard Knock Life". Em 15 de dezembro, foi anunciado oficialmente no site do grupo a nova integrante, Janet Leon.

### 2004–05:Don't Stop the MusicePlay Around the Christmas Treeo
O terceiro álbum da Play, Don't Stop the Music, foi lançado em 9 de março de 2004. O primeiro single, "Every Little Step", contou com a participação de Aaron Carter. O álbum foi voltado ao público jovem e isso dividiu os fãs da banda. Play se afilou com a Kohl's, promovendo a nova linha de roupas para garotas,  chamada everGirl, através de uma música exclusiva e um vídeo promocional da coleção. O primeiro single, "Don't Stop the Music", foi originalmente escrito e gravado pelo cantor norueguês Robyn. O segundo single lançado foi "everGirl". O álbum não teve um bom desempenho nas vendas e não apareceu na Billboard.
Em novembro de 2004, Play lançou seu quarto álbum, uma coleção de natal intitulada Play Around the Christmas Tree. O álbum novamente não teve um bom desempenho e não apareceu na Billboard 200. Em abril de 2005, foi lançado um álbum de compilação, chamado Girl's Mind. O álbum contém as dez canções mais conhecidas da Play. A banda não foi aos Estados Unidos para promover o álbum e não havia divulgação nas lojas do país. Esse foi o terceiro álbum que fracassou nas paradas. Depois de um hiatus, em setembro de 2005 foi anunciado que a banda não tinha uma data de retorno às atividades. Naquela época, o grupo já tinha vendido quase um milhão de álbuns.

## Integrantes
| Member | Member                               | 2001 | 2002 | 2003 | 2004 | 2005 | 2006 | 2007 | 2008 | 2009 | 2010 | 2011 |
| ------ | ------------------------------------ | ---- | ---- | ---- | ---- | ---- | ---- | ---- | ---- | ---- | ---- | ---- |
|        | Anaïs Lameche (2001–2005, 2009–2011) |      |      |      |      |      |      |      |      |      |      |      |
|        | Faye Hamlin (2001–2003, 2009–2010)   |      |      |      |      |      |      |      |      |      |      |      |
|        | Anna Sundstrand (2001–2005)          |      |      |      |      |      |      |      |      |      |      |      |
|        | Rosie Munter (2001–2005)             |      |      |      |      |      |      |      |      |      |      |      |
|        | Janet Leon (2003–2005)               |      |      |      |      |      |      |      |      |      |      |      |
|        | Sanne Karlsson (2009–2011)           |      |      |      |      |      |      |      |      |      |      |      |
|        | Emelie Norenberg (2011)              |      |      |      |      |      |      |      |      |      |      |      |